# رابرت کرنیلیس
رابرت کُرنیلیِس (انگلیسی: Robert Cornelius؛ ‏ ‎/kɔːrˈniːliəs/‎؛ ‏ ۱ مارس ۱۸۰۹ – ۱۰ اوت ۱۸۹۳) یک عکاس اهل ایالات متحده آمریکا ایالت میشیگان بود. او از پیشگامان عکاسی است و نخستین عکس پرتره تاریخ عکاسی که متعلق به ۱۸۳۹ میلادی است، توسط او گرفته شده‌است. او برخی از اولین استودیوهای عکاسی را در ایالات متحده بین سال‌های ۱۸۴۰ تا ۱۸۴۲ اداره کرد و تکنیک‌های نوآورانه‌ای را برای کاهش چشمگیر زمان نوردهی مورد نیاز برای پرتره‌ها اجرا کرد.
کُرنیلیِس مخترع، تاجر و تولید کننده لامپ بود. او در سال ۱۸۴۳ «لامپ خورشیدی» را ساخت و ثبت اختراع کرد که روشن‌تر می‌سوخت و امکان استفاده از گوشت خوک ارزان‌تر به عنوان منبع سوخت را به جای روغن گران‌تر نهنگ فراهم می‌کرد.

## سرگذشت
کُرنیلیِس در فیلادلفیا در خانواده سارا کُرنیلیِس (با نام خانوادگی سودر) و کریستین کُرنیلیِس متولد شد. پدرش در سال ۱۷۸۳ از آمستردام مهاجرت کرد و قبل از افتتاح یک شرکت تولید لامپ به عنوان یک نقره‌کار مشغول به کار شد. او در جوانی به مدرسه خصوصی رفت و علاقه خاصی به شیمی داشت. در سال ۱۸۳۱ نزد پدرش شروع به کار کرد و در آبکاری نقره و پرداخت فلز تخصص داشت.

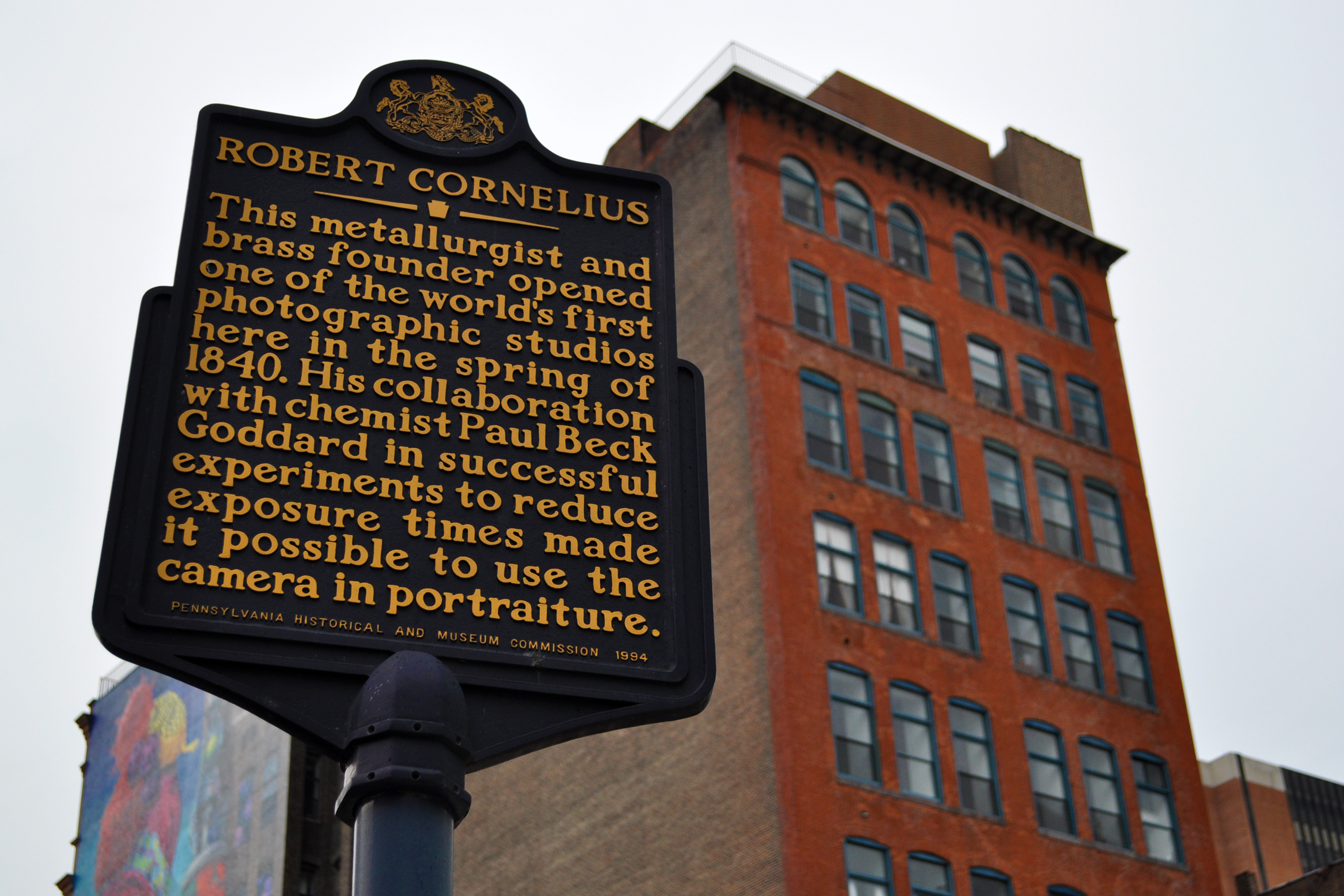
لوحه تاریخی رابرت کُرنیلیِس در فیلادلفیا

## عکاسی
در اواخر سپتامبر ۱۸۳۹، اندکی پس از انتشار داگرئوتیپ، جوزف ساکستون عکسی از دبیرستان مرکزی فیلادلفیا گرفت که یکی از قدیمی‌ترین عکس‌های گرفته شده در ایالات متحده محسوب می‌شود. اندکی بعد، ساکستون برای دریافت صفحات داگرئوتیپ بهتر به کُرنیلیِس نزدیک شد. این ملاقاتی بود که علاقه کُرنیلیِس را به عکاسی برانگیخت. در حوالی اکتبر ۱۸۳۹، کُرنیلیِس یک دوربین تاریک ابتکاری ساخت و اولین داگرئوتایپ خود را ساخت، یک پرتره از خود خارج از فروشگاه خانوادگی‌اش گرفت. برای گرفتن این عکس نیاز بود که به مدت ۱۰ تا ۱۵ دقیقه بی‌حرکت ژست بگیرد. سایر تصاویر اولیه خانواده او که توسط کُرنیلیِس گرفته شده بود حفظ نشده است.
عکس لوئی داگر از بلوار معبد، که دو نفر در پیاده‌رو را نشان می‌دهد، یک یا دو سال قبل از آن گرفته شده است. سلف پرتره کُرنیلیِس به طور کلی به عنوان قدیمی‌ترین پرتره عکاسی عمدی از یک شخص در ایالات متحده شناخته می‌شود. با این حال، تعدادی  پرتره‌های عکاسی، هم از اروپا و هم از ایالات متحده وجود دارد که قدمت آنها به سال ۱۸۳۷ باز می‌گردد. در آن زمان، کُرنیلیِس دستاورد زیادی از اولین عکاسی از انسان‌ها در ایالات متحده نداشت. به دلیل تلاش‌های مارکوس اورلیوس روت، شاگرد استودیوی کُرنیلیِس در تاریخ عکاسی زنده ماند. روت مقاله دوربین و قلم را منتشر کرد که زمینه‌ای را در مورد ریشه‌های عکاسی در ایالات متحده فراهم کرد.

## نگارخانه
نمونه‌هایی از عکس‌های کُرنیلیِس:

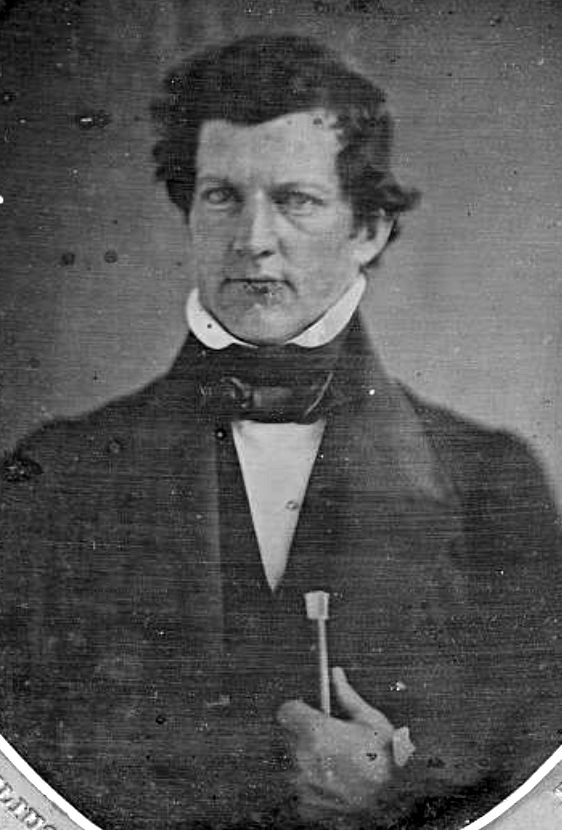
سولومون اندروز (مخترع)
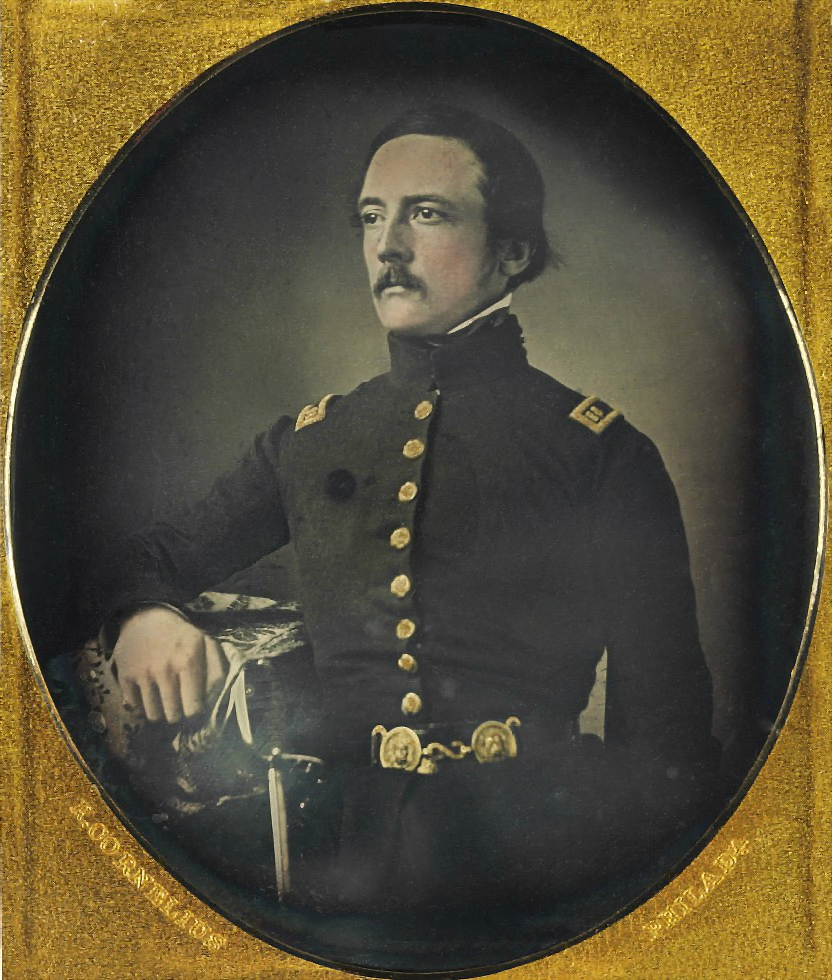
کاپیتان چارلز جان بیدل
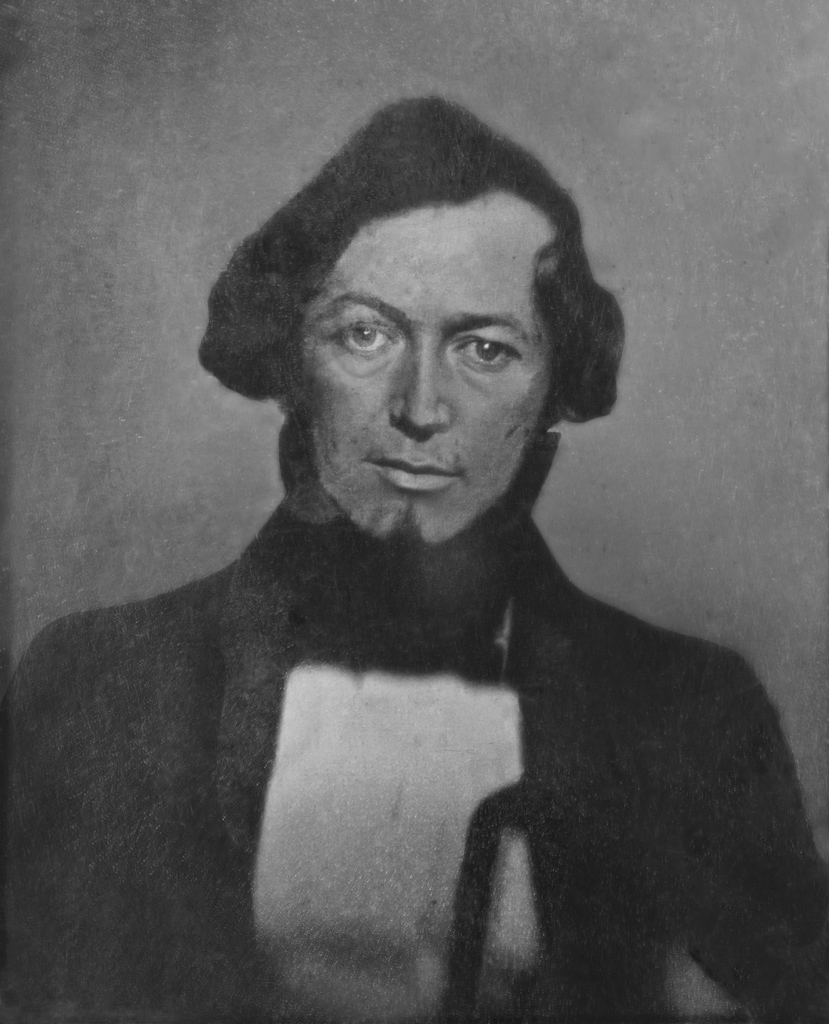
الیوت کرسون
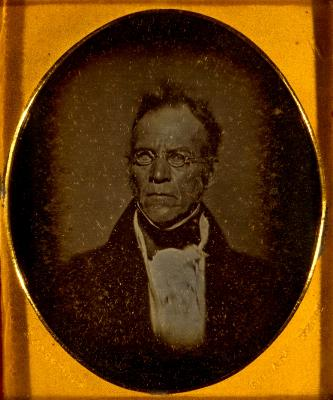
ایسایا لوکنز
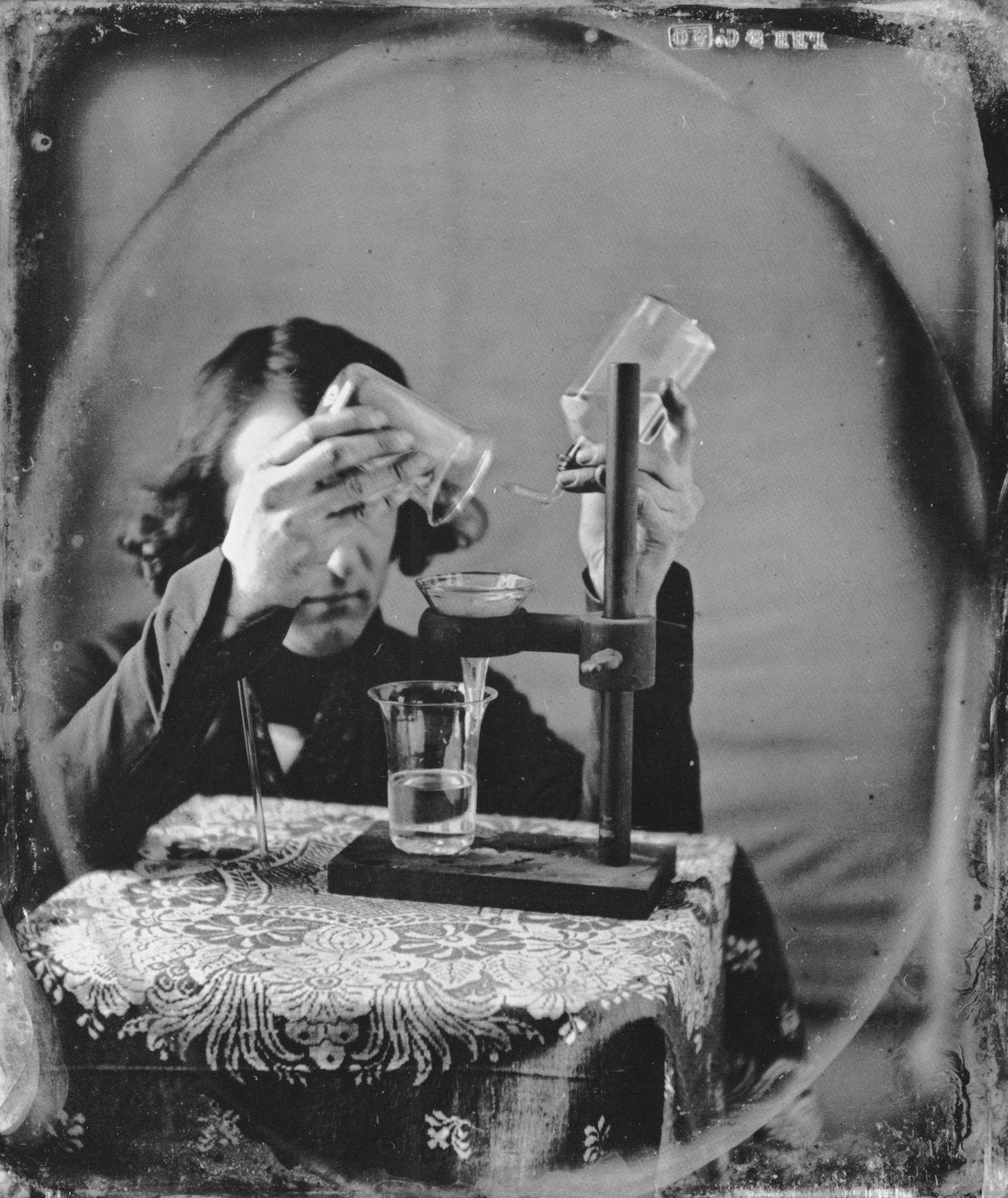
پرتره مارتین هانس بوئه در حین آزمایشات شیمیایی
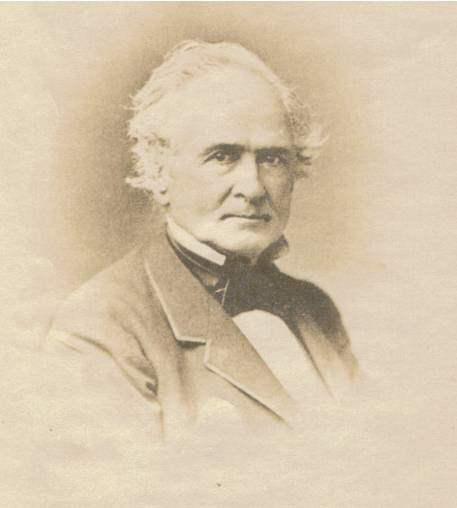
عکس کورنلیوس در ژوئن ۱۸۷۶ توسط فردریک گوتکونست